# 布胡希
布胡希是羅馬尼亞的城鎮，位於該國東部，距離首府巴克烏25公里，由巴克烏縣負責管轄，始建於1438年，面積39.86平方公里，海拔高度235米，2002年人口18,980。